# Rake
Rake é uma cidade localizada no estado americano de Iowa, no Condado de Winnebago.

## Demografia
Segundo o censo americano de 2000, a sua população era de 227 habitantes.
Em 2006, foi estimada uma população de 212, um decréscimo de 15.

## Localidades na vizinhança
O diagrama seguinte representa as localidades num raio de 20 km ao redor de Rake.